# Белюстин, Николай Иванович
Николай Иванович Беллюстин (1845, Тверская губерния — 1908, Санкт-Петербург) — директор Департамента таможенных сборов Министерства финансов, тайный советник, почётный гражданин города Калязина, гласный городской Думы, действительный член Юридического общества при Санкт-Петербургском университете, казначей Общества вспомоществования бывшим воспитанникам Московского университета, член Комитета помощи поморам русского севера; председатель правления Товарищества Невского судостроительного и механического завода.

## Биография
Родился 7 декабря 1845 года[по какому календарю?] в Тверской губернии в семье известного священника, много писавшего по церковно-общественным вопросам, Иоанна Стефановича Белюстина.
Окончил Тверскую классическую гимназию и юридический факультет Московского университета и в сентябре 1867 года поступил на службу в Московский окружной суд кандидатом на судебные должности. В 1868 году единогласным постановлением общего собрания Московского окружного суда избран на должность старшего нотариуса при этом суде. В 1871 году согласно избранию общего собрания Московского окружного суда, назначен членом этого суда.
В 1879 году Н. И. Белюстин был перемещён на должность товарища председателя Тверского окружного суда. В 1885 году Высочайшим приказом назначен товарищем обер-прокурора гражданского кассационного департамента Правительствующего сената. В 1886 году занял должность юрисконсульта при министерстве финансов. Через год по вступлении в эту должность сверх прямых обязанностей по юрисконсультской части, на него было возложено принятие в заведование и управление, в составе конкурсного управления, Мальцевских фабрик и заводов, расположенных в Орловской, Калужской и Смоленской губерниях. В 1899 году он занял должность директора Департамента таможенных сборов Министерства финансов. Действительный статский советник с 1890 года, тайный советник с 1896 года.
С. Р. Минцлов писал о нём в своих воспоминаниях «Петербург в 1903—1910 годах»: 

Слыхал, что уходит знаменитый Беллюстин — директор таможенного департамента — давно пора! Таможенный мир его ненавидит; этот господин, бывший прежде старшим юрисконсультом министерства финансов — грубый, резкий человек — явился в это ведомство с убеждением, что все таможенные — воры — это мнение было высказано им Иванову, теперешнему юрисконсульту; сделавшись таможенным, он и сам, значит, стал вором: это он и доказал в конце концов. Между прочим, года два тому назад с ним произошла «маленькая» историйка. Единственная его дочка вышла замуж за архитектора, который, разумеется, сейчас же получил место архитектора при д<епартамен>-те. Был я как-то в редакции «Юного читателя»; ко мне подходит муж издательницы — Малкин, инженер, и разговорились мы с ним. Он с Гаррисоном взял подряд на миллионные постройки пакгаузов и таможни на знаменитом Гутуевском острове. Все было сделано ими, но в качестве чего-то терся при них и зять Беллюстина; пришло время получать деньги, и оказалось, что таковые причитаются не им, а зятю Беллюстина. С этой комбинацией, однако, инженеры не помирились, а обратились в департамент за разъяснениями, а оттуда к Витте. Витте, рассмотрев «дело», призвал их и сказал, что дело их возможно разобрать только судом, но что он предпочитает покончить все миром и, вместо причитавшихся им 72 тысяч, предлагает получить сейчас же, без проволочек — чего не было бы в случае суда — 36 тысяч. Подумали, подумали те... Витте человек сильный, Гаррисон имеет от него много работ (одесские пакгаузы строил он же) — и согласились.
Зять получил другую половину. Затем разгорелась история с контролером: зять получил какие-то работы в таможенном ведомстве; Беллюстин — зоркий Беллюстин, следящий недремлющим оком за ворами — не родственниками — утвердил их, несмотря на то, что за один и тот же план для однообразных построек были назначены солидные суммы за каждый чертеж особо — как за новый план.
Умер 30 мая 1908 года[по какому календарю?] в Санкт-Петербурге. Был похоронен с родителями и братом Валерианом (старший ординатор Санкт-Петербургской Надеждинской больницы) на Вознесенском кладбище в Калязине.

## Награды
- орден Белого орла
- командорский крест датского ордена Данеброга 1-й ст.
- большой крест шведского ордена Полярной звезды

## Семья
Жена: Екатерина Петровна Белюстина. Их дети:
- Иван Николаевич (1871—1914), женат на лирической артистке, французской подданной Елене-Марии Шеврие (1867—?)[3]
- Любовь Николаевна (1872—?), в замужестве Курдюмова
- Михаил Николаевич (1881—1937)